# Beale Street
Pour les articles homonymes, voir Beale.

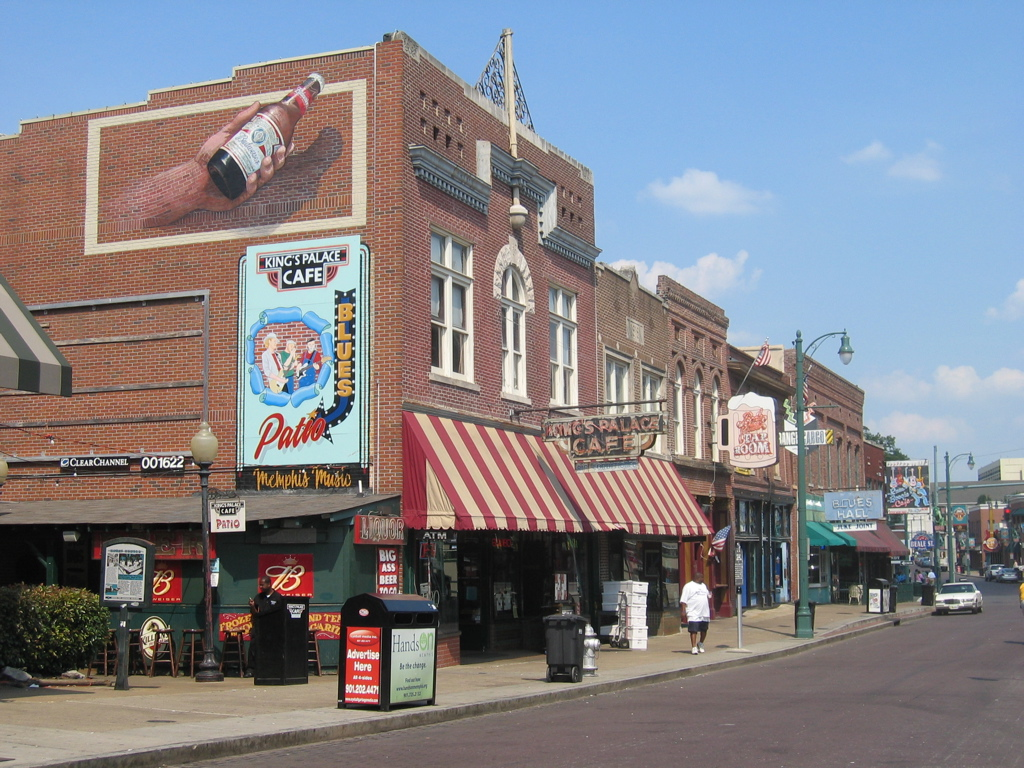
Vue sur Beale Street; Ici le King’s Palace Cafe

Beale Street est une rue majeure et la principale attraction de la ville de Memphis dans l'État du Tennessee, aux États-Unis. Elle s'étend sur environ 2,4 km (1.5 milles) vers l'est depuis le Mississippi. C'est un site touristique majeur de la ville et un haut lieu historique pour les Afro-Américains et le Blues. Aujourd'hui, on y trouve un nombre important de clubs et de restaurants, souvent autour du thème du blues ou du Rock 'n' roll. Les festivals et concerts en extérieurs y attirent un grand nombre de visiteurs.

## Histoire
Beale Street fut créée en 1841. Elle se nommait jadis la Beale Avenue d'après la mémoire d'un soldat héroïque inconnu. Côté ouest, on y trouvait principalement des commerçants qui marchandaient avec les navires arrivant par le Mississippi, l'est s'est plutôt développé comme une extension de la banlieue de la ville. Durant les années 1860, un certain nombre de musiciens afro-américains vagabonds ont débuté en se produisant sur la Beale Street.
Durant les années 1900, Beale Street était essentiellement composée de restaurants, de bars et de commerces, pour la plupart tenus par des Afro-Américains.
Durant les années 1960, Beale Street vit beaucoup de ses commerces fermer bien qu'en 1966, une section de la rue fut déclarée site historique majeur. Un an plus tard, elle fut officiellement reconnue comme « Berceau du Blues » par une loi votée au Congrès. Malgré cela, ce n'est pas avant les années 1980 que la rue obtint une attention particulière qui la mena vers une revitalisation économique.
Depuis, Beale Street a vu de nombreux cafés, restaurants, clubs et bars y être inaugurés, et de nombreux festivals s'y tenir, notamment le Memphis In May. Elle reste, avec Graceland, la principale attraction de la ville.

## Divers
- Une rue de San Francisco porte le même nom.
- un titre de Sonny Red, repris par Donald Byrd porte son nom.
- Le corps de Jeff Buckley a été retrouvé à l'extrémité de  Beale Street, noyé dans le Mississippi.
- Clutch, groupe de rock du Maryland, a à son actif un album intitulé From Beale Street to Oblivion. Une chanson sur ce même album, « The Devil & Me », contient une référence à Beale Street.
- Le célèbre titre « Walking in Memphis » de Marc Cohn contient « walking with my feet ten feet off of Beale »,.
- La chanson de Joni Mitchell, « Furry Sings The Blues », est une lamentation due au développement de Beale Street fin des années 1960. On y retrouve W.C. Handy et Old Daisy, parmi d'autres.
- Cette rue est visible dans le film Elvis réalisé par Baz Luhrmann, on y trouve également Big Mama Thornton se reproduisant au Club Handy.